# 246:3AM (アルバム)
『246:3AM』（にーよんろく:スリーエイエム）は1982年7月21日にリリースされた稲垣潤一1枚目のスタジオ・アルバム。同日発売シングルと同タイトル。

## 解説
「雨のリグレット」「246:3AM」収録。
2002年再発盤には、ボーナス・トラックとして「アウトサイダー」（1985年発売ベスト・アルバム『COMPLETE』にも収録）が収録。
「月曜日にはバラを」は、とんぼちゃんのアルバム『よろしくさよなら』（1982年発売）収録「スクリーン」の改題で、新たに詞を付けてカバー。
「ハート悲しく」はマーティ・バリンのカバー（1981年発売）。

## 収録曲
全編曲：井上鑑（4,9以外）
1. ジンで朝まで
  - 作詞：秋元康　作曲：杉真理
  - 2ndシングル「246:3AM」カップリング曲。
2. バハマ・エアポート
  - 作詞：遠藤幸三　作曲：見岳章
3. 海鳴りに誘われて
  - 作詞：遠藤幸三　作曲：松尾一彦
4. 蒼い追憶
  - 作詞：湯川れい子　作曲・編曲：見岳章
  - 3rdシングル「ドラマティック・レイン」のカップリング曲。
5. 月曜日にはバラを
  - 作詞：さがらよしあき　作曲：伊藤豊昇
6. 246:3AM
  - 作詞：湯川れい子　作曲：松尾一彦
  - 2ndシングル。
7. 雨のリグレット
  - 作詞：湯川れい子　作曲：松尾一彦
  - 1stシングル。マーティ・バリンにカバーされる。
8. ハート悲しく
  - 作詞・作曲：ジェシ・バリッシュ　日本語詞：湯川れい子
  - マーティ・バリンのカバー。
9. 日暮山
  - 作詞：湯川れい子　作曲：松尾一彦　編曲：津村泰彦
  - 1stシングル「雨のリグレット」のカップリング曲。
10. アウトサイダー
  - 作詞：阿里そのみ　作曲：小田裕一郎
  - ※2002年再発盤のみ収録

## カバー
雨のリグレット
- マーティ・バリン（1983年）「There's No Shoulder～一人のままで～」[注 1]
- 佐藤竹善（2022年）「radio JAOR ～Cornerstones 8～」